# Nuria Pomares
Núria Pomares ist eine in Madrid geborene spanische Tänzerin. Ihre Ausbildung in Spanischem Tanz und klassischem Ballett erhielt sie an der königlichen spanischen Hochschule für Schauspiel und Tanz Madrid. Seit 1991 ist sie künstlerisch international anerkannt und gastiert weltweit. Seit 1983 leitet sie die von ihr gegründete Ballettschule.

## Künstlerischer Werdegang
Ihr internationales künstlerische Debüt feierte Nuria Pomares im Jahre 1991 im New Yorker Lincoln Center, weitere Tanzauftritte folgten in der Oper La Dueña von Robert Gerhard i Ottenwaelder im Gran Teatre del Liceu in Barcelona. Sie nahm 1992 an dem von der UNESCO unterstützten internationalen Kolloquium La Danza y lo Sagrado teil. Vier Jahre lang tanzte sie als Primaballerina in der  
Kompanie von Joaquín Cortés in der Show Pasión Gitana, die Musik und Tanz der spanischen Roma präsentierte. Diese Inszenierung führte Núria Pomares in die Royal Albert Hall, London, zur Radio City Music Hall, New York, nach Buenos Aires, Los Angeles, Tokio und zum Festival dei Due Mondi in Spoleto. Im Jahr 1999 wurde sie zur Gala de Estrellas beim Festival de Otoño in Madrid eingeladen. 
2000 tanzte sie in dem Ballet El amor brujo von Manuel de Falla, wurde Solotänzerin im Ballet Nacional de España und trat in der Oper Goyescas von Enrique Granados auf. Großen Erfolg hatte sie mit dem Lyrischen Drama La vida breve von M. de Falla, in dem sie seit 2002 unter der Leitung von Rafael Frühbeck de Burgos auftritt, unter anderen mit den New Yorker Philharmonikern, dem Boston Symphony Orchestra, Philharmonischen Orchester Oslo, Orchestre de Paris, der Dresdner Philharmonie, dem Orchester der Radiotelevisione Italiana, Turin und dem Israel Philharmonic Orchestra. Im Jahr 2003 tanzte sie wieder in der Oper in zwei Akten Goyescas und in der Zarzuela La rosa del azafrán von E. Granados in Madrid. Es schloss sich Manuel de Fallas Ballet Der Dreispitz an, mit dem sie unter der Leitung von Josep Caballé Domenech in Köln auftrat. 2009 wurde sie von Plácido Domingo nach Washington für die Konzerte und Aufführungen mit dem Titel From my Latin Soul eingeladen. 
2010 gastierte sie mit La Vida Breve in Kopenhagen und Malmö. Vom Israel Philharmonic Orchestra wurde sie zu den Feierlichkeiten der 75. Konzertsaison eingeladen und tanzte unter Zubin Mehta zu der Musik aus der Oper Carmen von Georges Bizet. 2011 arbeitete sie wieder mit Plácido Domingo und den New Yorker Philharmonikern zusammen, außerdem gastierte sie in Puerto Rico und im Sultanat Oman, nahm an den vom Teatro Real in Madrid und der Fundación Federico García Lorca inszenierten Aufführungen mit dem Titel ¡Viva Lorca! teil und führte La Vida breve mit R. Frühbeck de Burgos im Sankt Petersburger Mariinski-Theater auf.